# Wegnez
Wegnez (en wallon Wengné) est une section de la commune belge de Pepinster située en Région wallonne dans la province de Liège. C'était une commune à part entière avant la fusion des communes de 1977.
Wegnez se situe entre Lambermont à l'Est et Pepinster au Sud-Ouest.

## Évolution démographique
- Sources : INS, Rem. : 1831 jusqu'en 1970 = recensements, 1976 = nombre d'habitants au 31 décembre.